# Guido Hammesfahr
Guido Hammesfahr (* 15. Mai 1968  in Dierdorf) ist ein deutscher Schauspieler. Seit 2006 ist er als Fritz Fuchs der Nachfolger von Peter Lustig in der Fernsehserie Löwenzahn.

## Leben
Nach seiner Ausbildung an der Schauspielschule Theaterwerkstatt Mainz spielte Hammesfahr in den Kammerspielen Mainz und ab 1993 in einigen Bühnenstücken, vor allem am Grenzlandtheater Aachen, aber zunehmend auch in Berlin. 
Ab 1997 war er auch im Fernsehen zu sehen, zunächst vor allem in kleineren Rollen in Kriminalserien, dann verstärkt in Comedy-Formaten. Bekannter wurde er 2001 mit dem Eintritt ins feste Ensemble der Comedy-Show Ladykracher um Anke Engelke. In der Ladykracher-Formation wurde er 2002 und 2003 mit dem Deutschen Comedypreis und 2002 mit dem Deutschen Fernsehpreis ausgezeichnet. 2006 erhielt er den Kurt-Sieder-Preis der Stadt Aachen für herausragende schauspielerische Leistungen. 
Seit 8. Oktober 2006 ist Guido Hammesfahr als Fritz Fuchs in der Nachfolge von Peter Lustig Moderator der Kinder-Fernsehreihe Löwenzahn. Im Mai 2007 nahm er den Kinder-Film- und Fernsehpreis Goldener Spatz für die Löwenzahnfolge Bionik entgegen.
Am 12. Mai 2011 startete der Spielfilm Löwenzahn – Das Kinoabenteuer mit Guido Hammesfahr in der Hauptrolle in den deutschen Kinos.
Guido Hammesfahr hat einen älteren und einen jüngeren Bruder und lebt in Köln.

## Filmografie
- 1995: Ein Fall für zwei, Tödlicher Kaufrausch
- 1996: Lindenstraße (Fernsehserie, zwei Folgen)
- 1997: Verbotene Liebe
- 1999: Tatort: Licht und Schatten (Fernsehreihe)
- 1999: Tatort: Restrisiko
- 2001: Alarm für Cobra 11 – Die Autobahnpolizei (Fernsehserie, Folge Hetzjagd)
- 2001–2003: Ladykracher (Fernsehserie)
- 2006: SOKO Köln (Fernsehserie, Folge: Letzte Ausfahrt Chorweiler)
- seit 2006: Löwenzahn (Fernsehserie)
- 2009: Die kluge Bauerntochter (Fernsehfilm)
- 2011: Löwenzahn – Das Kinoabenteuer
- 2016: Heldt (Fernsehserie, Folge Kalter Hund)
- 2021: Wer weiß denn sowas? (Quizsendung, Folge 643)

## Hörbücher
- 2016: Rudyard Kipling (nacherzählt von Katrin Hoffmann) Das Dschungelbuch, audio media verlag, ISBN 978-3-95639-124-8
- Wie Tiere denken und fühlen (Lesung, Autor: Karsten Brensing)

## Bücher
- 2018: Frau Giraffe zieht um! Baumhausverlag, Hardcover, ISBN 978-3-8339-0554-4